# Catedral de Santa María de la Asunción (Coira)
La Catedral de Santa María de la Asunción (en alemán: Kathedrale St. Mariä Himmelfahrt) es la catedral católica de la diócesis de Coira (Chur en alemán) en Suiza. El palacio episcopal del obispo de Coira está al lado de la iglesia. La catedral afirma poseer las reliquias de San Lucio de Gran Bretaña, que según la tradición fue martirizado cerca de finales del siglo II d. C. Durante la Reforma protestante en Suiza, la población católica de la ciudad fue confinada a un gueto cerrado en torno a la sede del obispo junto a la catedral.